# ایگل ایرویز
ایگل ایرویز (به انگلیسی: Eagle Airways) یک شرکت هواپیمایی با کد یاتا NZ است که در ۱۹۶۹ میلادی تأسیس شده‌است. دفتر مرکزی ایگل ایرویز در هامیلتون، نیوزیلند واقع شده‌است و به ۱۲ مقصد، پرواز انجام می‌دهد.